# Flée, Sarthe
Flée är en kommun i departementet Sarthe i regionen Pays de la Loire i nordvästra Frankrike. Kommunen ligger i kantonen Château-du-Loir som tillhör arrondissementet La Flèche. År 2022 hade Flée 525 invånare.

## Befolkningsutveckling
Antalet invånare i kommunen Flée
| Referens: INSEE |